# Ivan Cerioli
Ivan Cerioli (Codogno, 26 de janeiro de 1971) é um desportista italiano que competiu no ciclismo nas modalidades de pista e rota.
Ganhou uma medalha de bronze no Campeonato Mundial de Ciclismo em Pista de 1989, na prova de perseguição por equipas.
Participou nos Jogos Olímpicos de Verão de 1992, ocupando o 4.º lugar em perseguição por equipas.

## Medalheiro internacional
| Campeonato Mundial | Campeonato Mundial | Campeonato Mundial | Campeonato Mundial          |
| Ano                | Lugar              | Medalha            | Competição                  |
| ------------------ | ------------------ | ------------------ | --------------------------- |
| 1989               | Lyon ( França)     | Medalha de bronze  | Perseguição por equipas (A) |